# بیلی کلارک (بازیکن فوتبال، متولد ۱۹۸۷)
بیلی کلارک (انگلیسی: Billy Clarke؛ زادهٔ ۱۳ دسامبر ۱۹۸۷) بازیکن فوتبال اهل جمهوری ایرلند است.
از باشگاه‌هایی که در آن بازی کرده‌است می‌توان به باشگاه فوتبال نورث‌همپتون تاون، باشگاه فوتبال برنتفورد، باشگاه فوتبال شفیلد یونایتد، باشگاه فوتبال کولچستر یونایتد، باشگاه فوتبال ایپسویچ تاون، باشگاه فوتبال دارلینگتون، باشگاه فوتبال برادفورد سیتی، باشگاه فوتبال بلکپول، باشگاه فوتبال کراولی تاون، و باشگاه فوتبال فالکیرک اشاره کرد.
وی همچنین در تیم‌های ملی فوتبال Republic of Ireland national under-17 football team, Republic of Ireland national under-19 football team، و زیر ۲۱ سال جمهوری ایرلند بازی کرده‌است.